# Zdeněk Fiala
Zdeněk Fiala – czeski bokser, mistrz Czech w kategorii muszej z roku 1994 oraz dwukrotny półfinalista mistrzostw Czech w roku 2003 i 2005.
W marcu 1994 był finalistą turnieju Grand Prix w Ústí. W finale kategorii papierowej przegrał z Rosjaninem Igorem Sidiukiem.